# Чедо Булат
Чедомир Булат (? — Београд, март 2008) био је југословенски и српски ратни официр.

## Каријера
Булат је формирао 21. кордунашки корпус Српске војске Крајине 1992. године и био командант корпуса. Постао је познат по томе што је војнички иступио пред хрватског генерала Петра Стипетића и признао пораз Српске војске Крајине у рату у Хрватској потписавши капитулацију на хауби једног аутомобила.